# 伊娃海灘
伊娃海灘（英語：Ewa Beach）是位於夏威夷歐胡島利華德海岸沿岸的伊娃行政區與檀香山市與郡的一個人口普查指定區 (CDP)。根據美國2000年人口普查，該指定區的總人口達14,650人。
在夏威夷語裡「伊娃」（Ewa）指的是「迷失」（Stray），起源自一個神話。
伊娃海灘在美國的郵遞區號是96706 。

## 地理
伊娃海灘的方位位於北緯21°19'8", 西經158°0'42" (21.318860, -158.011722). 基本的通路為Fort Weaver Road (State Rte. 76)經由Ewa到Waipahu(從沙灘駛出), 有一條Farrington Highway (State Rte. 90)和一條H-1 freeway連接著海灘。
根據美國人口調查局，海灘的總面積為4.8平方公里（1.9平方里），其中3.7平方公里（1.4平方里）為土地，而1.2平方公里（0.4平方里）為水域。水面積為24.06%。全島都和太平洋連接。

## 人口
根據兩千年的census，人口為14,650，3,305戶和2,941家庭。人口密集為3,983.4人／平方公里（10,341.4人／平方里）。

## 行政與基礎設施
在伊娃海灘，是由美國郵政署管理這地方的郵政。

## 教育
伊娃海灘是由夏威夷教育部提供教育服務。伊娃海灘有一所小學，一所國中和一所高中。